# Thomas Thévenoud
Pour les articles homonymes, voir Thévenoud.
Thomas Thévenoud, né le 5 mai 1974 à Dijon (Côte-d'Or), est un homme politique français.
Membre du Parti socialiste, il est élu conseiller général de Saône-et-Loire en 2008 puis député de la 1re circonscription de Saône-et-Loire en 2012.
Le 26 août 2014, il est nommé secrétaire d'État chargé du Commerce extérieur, de la Promotion du tourisme et des Français de l'étranger. Toutefois en raison de ses démêlés avec l'administration fiscale, pour lesquels il invoque une « phobie administrative », il est contraint de démissionner seulement neuf jours plus tard, faisant de son mandat l'un des plus courts de la Cinquième République.
En mars 2017, il annonce mettre un terme à sa carrière politique.

## Biographie

### Famille et formation
Thomas Thévenoud grandit en Saône-et-Loire à Mâcon puis à Montceau-les-Mines. Sa mère est pharmacienne, son père travaille à la Mission locale pour l’emploi des jeunes. Il est diplômé de l’Institut d'études politiques de Paris (section Service public, 1995).
En 1997, après le retour de la gauche au pouvoir, il adhère au PS et devient l’attaché parlementaire du député de Saône-et-Loire André Billardon. En 2000, il rejoint l’Assemblée nationale comme conseiller du président du groupe socialiste puis il intègre à 27 ans le cabinet de Laurent Fabius, alors ministre de l’Économie et des Finances et s’occupe pour lui des relations avec le Parlement.
En 2001-2002, il enseigne les institutions politiques à SciencesPo Paris.[réf. nécessaire]
Marié à Sandra Elouarghi, il est père de jumelles. Il se dit atteint de « phobie administrative », marque qu'il dépose lui-même à l'INPI en décembre 2014.
Son épouse est titulaire d'un DESS en droit européen obtenu à l'IEP de Lyon. Elle est nommée en 2001 conseillère parlementaire au cabinet de Pierre Moscovici, alors ministre délégué aux Affaires européennes. Par la suite, elle devient chef de cabinet du président du Sénat, Jean-Pierre Bel, qui la met ensuite « en congé sans traitement ».

### Débuts en politique
En 2001, Thomas Thévenoud est élu premier adjoint au maire de la commune de Montceau-les-Mines, puis est battu lors des élections cantonales de 2004 à Mont-Saint-Vincent. En 2008, il est élu sur le canton de Montcenis et devient vice-président du conseil général de Saône-et-Loire, alors présidé par Arnaud Montebourg. Chargé de l’habitat et de l’aménagement du territoire, il préside également l’OPAC 71 de 2008 à 2012.

### Député de laXIVelégislature
En juin 2012, Thomas Thévenoud est élu député dans la première circonscription de Saône-et-Loire, mais conserve ses fonctions de conseiller général.
À l'Assemblée nationale, il est membre de la commission des Finances, de l'Économie générale et du Contrôle budgétaire.
En octobre 2012, il rédige un rapport critique sur la baisse de la TVA dans la restauration, citant le cas de la firme McDonald's, qui aurait gagné 19 millions d'euros grâce à la TVA à 5,5 %. La multinationale américaine répondra par un encart dans la presse en citant nommément le député.
Le 5 février 2013, il est l'objet d'une polémique à la suite d'une photo, twittée par le député UMP Marc Le Fur, le montrant jouant au scrabble sur une tablette numérique en pleine séance à l'assemblée nationale,.
En février 2014, il est nommé par le Premier ministre, Jean-Marc Ayrault, médiateur dans la crise opposant les chauffeurs de taxis aux sociétés de VTC, voiture de tourisme avec chauffeur. Le 25 avril 2014, il rend au Premier ministre son rapport, « Un taxi pour l'avenir, des emplois pour la France ». Après avoir rencontré de nombreux acteurs du secteur des transports de personne, le député a résumé en trente points ses propositions pour « garantir la sécurité des personnes », « rétablir des conditions saines de concurrence » ou encore « mieux gérer le transport des personnes malades par taxi ».
Après l'entrée de Thierry Mandon au gouvernement (juin 2014), il devient le porte-parole du groupe socialiste à l'Assemblée nationale.

### Secrétaire d'État du gouvernement VallsIIet démission
Le 26 août 2014, Thomas Thévenoud est nommé secrétaire d'État chargé du Commerce extérieur, de la Promotion du tourisme et des Français de l'étranger dans le gouvernement Valls II.
Il démissionne le 4 septembre 2014 en raison d'un « problème de conformité » avec le fisc. Membre du gouvernement pendant seulement neuf jours, il égale le record de brièveté comme ministre ou secrétaire d'État de la Cinquième République détenu depuis 1988 par Léon Schwartzenberg,.

### Démêlés fiscaux et financiers
Selon Mediapart, Thomas Thévenoud ne déclarait pas ses revenus et ne payait pas ses impôts depuis plusieurs années. Il a été l'objet d'une « imposition d'office » suivie d'un recouvrement forcé. En réponse, il précise que, puisqu'il a subi une imposition forfaitaire, on ne peut pas dire qu'il n'a pas payé ses impôts et qu'il souffrait de « phobie administrative ». Il dépose le 9 décembre 2014 l'expression, qu'il a forgée, en tant que marque verbale  dans les classes 35, 37 et 45 auprès de l'Institut national de la propriété industrielle (INPI),.
De son côté, Le Canard enchaîné révèle qu'il s'est aussi abstenu de payer le loyer de son appartement à Paris pendant trois ans et n'a finalement accepté de régler ses arriérés qu'après une menace d'expulsion.
Enfin, d'après Le Monde, il aurait volontairement omis de régler les amendes de stationnement avec son véhicule de fonction. Le kinésithérapeute de ses filles a dû faire appel à un huissier pour être payé d'arriérés d'une année. De même, EDF Bourgogne aurait lancé une procédure de recouvrement pour « incidents de paiement ».
Tenu de faire une « Déclaration d'intérêts et d'activités au titre d'un mandat parlementaire du 17 juin 2012 », il déclare comme profession être cadre territorial, ainsi que « chargé de formation à la direction générale d'EdF-ERDF » et directeur de cabinet de la communauté urbaine Le Creusot-Montceau. S'il fait aussi état de ses mandats électifs de vice-président du conseil général de Saône-et-Loire et de vice-président de la communauté Le Creusot-Montceau, il omet en revanche de mentionner qu'il a créé une entreprise individuelle portant son nom. L'information est révélée par Rue89 et reprise par Metronews à qui Thévenoud précise qu'il n'a pas déclaré cette activité parce qu'elle n'était pas rémunératrice,.
Il apparaît quelques jours plus tard qu'il a également négligé d'indiquer dans sa déclaration d'intérêts qu'en 2010, il avait été durant quelques mois directeur général d'une société de négoce en vins, la SAS Vins Bernard Gras, laquelle est dirigée par son beau-père et fait l'objet d'une information, ouverte par le parquet de Dijon, pour fraude et tromperie ouverte.
Début avril 2016, le Canard enchaîné révèle que Thomas Thévenoud n'a pas payé la cantine de ses filles depuis 2011,,.

### Retrait de la vie politique
Après la révélation de ses problèmes fiscaux, Thomas Thévenoud annonce le 8 septembre 2014 qu'il quitte le PS et le groupe SRC, mais qu'il conserve son mandat de député. Cette décision provoque de nombreuses protestations, à gauche comme à droite. Le Premier ministre Manuel Valls déclare, lors de la séance de questions parlementaires au gouvernement, qu'il ne comprend pas qu'« en responsabilité, en conscience, [Thomas Thévenoud] reste aujourd'hui membre de cette Assemblée nationale ».
Le 1er octobre 2014, il quitte la commission des finances de l'Assemblée nationale pour rejoindre celle du développement durable.
En conséquence de cette situation, en septembre et en octobre 2014, certains députés socialistes demandent une modification du règlement de l'Assemblée nationale et du Sénat pour que les parlementaires n'étant pas en règle avec l'administration fiscale puissent être exclus, bien qu'aucune peine d'inéligibilité n'ait été prononcée. D'autres députés socialistes plaident pour qu'une attestation de paiement des impôts soit demandée à tous les candidats à une élection, un contrôle en amont. Le groupe UMP au Sénat, présidé par Bruno Retailleau, demande des sanctions en cas de fraude fiscale d'un parlementaire, un contrôle en aval,.
En mars 2016, il publie le livre Une phobie française aux éditions Grasset, dans lequel il affirme notamment qu'il aurait pu être nommé, dès avril 2014, secrétaire d’État aux Transports.
En mars 2017, il annonce qu'il ne se représentera pas aux élections législatives de 2017, et qu'il « arrête la politique »,,,,,. Il s'inscrit alors à l'Institut d'études judiciaires de l'université Paris-II et en master de droit à la Sorbonne, préparant l'examen d'entrée au Centre régional de formation professionnelle des avocats (CRFPA).
Sans emploi après la fin de son mandat parlementaire en 2017, il devient directeur de la publication de la revue Charles en mai 2019.

### Condamnation pour fraude fiscale
Le 1er juin 2015, la Direction générale des finances publiques porte plainte contre Thomas Thévenoud pour fraude fiscale. Le 29 mai 2017, il est condamné à 3 mois de prison avec sursis pour fraude fiscale (peine identique pour son épouse) et un an d'inéligibilité. Le 7 juin, le parquet interjette appel.
Le 31 janvier 2018, la peine en appel est alourdie ; Thomas Thévenoud est condamné à un an de prison avec sursis et trois ans d’inéligibilité. Ses avocats déposent un recours, Thomas Thévenoud estimant que « le cumul de sanctions pénales et fiscales est inconstitutionnel ». Le 23 novembre 2018, le Conseil constitutionnel déclare la conformité à la Constitution des dispositions attaquées par les avocats de Thomas Thévenoud via la procédure de question prioritaire de constitutionnalité.
Le 12 septembre 2019, la Cour de cassation rejette le pourvoi de Thomas Thévenoud, rendant définitive sa condamnation.
En 2020, France Info note qu'une adresse IP a supprimé plus de 26 000 caractères dans l'article Wikipédia qui lui est consacré, dont une majorité concerne ses affaires judiciaires.

## Publications
- Thomas Thévenoud, Une phobie française, Paris, éditions Grasset, 30 mars 2016, 336 p. (ISBN 978-2-246-85945-1)
- Thomas Thévenoud, Taxi(s), Paris, éditions du cherche midi, 4 octobre 2018, 216 p. (ISBN 978-2-7491-5465-7)

## Filmographie
- Thomas Thévenoud joue le rôle d'un ministre du Travail sans scrupules dans le film De grandes espérances (2022)[58],[59],[60].